# NGC 5283
NGC 5283 este o galaxie seyfert de tip 2⁠(d) situată în constelația Dragonul. A fost descoperită în 7 octombrie 1866 de către Heinrich Louis d'Arrest. Se află la o distanță de 51,52 de megaparseci de Pământ.